# Cephalodella eunoma
Cephalodella eunoma är en hjuldjursart som beskrevs av Myers 1940. Cephalodella eunoma ingår i släktet Cephalodella och familjen Notommatidae. Inga underarter finns listade i Catalogue of Life.